# Paral·lel 23° nord
El paral·lel 23° nord és una línia de latitud que es troba a 23 graus nord de la línia equatorial terrestre. Travessa l'Àfrica, Àsia, l'oceà Índic, l'oceà Pacífic, Centreamèrica, el Carib i l'oceà Atlàntic.

## Geografia
En el sistema geodèsic WGS84, al nivell de 23° de latitud nord, un grau de longitud equival a 102,523 km; la longitud total del paral·lel és de 36.908 km, que és aproximadament 92,1% de la de l'equador. Es troba a una distància de 2.545 km de l'equador i a 7.457 km del pol Nord.
Igual que tots els altres paral·lels a part de l'equador,el paral·lel 23° nord no és un cercle màxim i, per tant, no és la distància més curta entre dos punts, fins i tot si són a la mateixa latitud. Per exemple, seguint el paral·lel, la distància recorreguda entre dos punts de longitud oposada és 18.454  km; després d'un cercle màxim (que passa pel Pol Nord), només és 14.914 km.

## Durada del dia
En aquesta latitud, el sol és visible durant 13 hores i 33 minut a l'estiu, i 10 hores i 43 minuts en solstici d'hivern.

## Arreu del món
Començant al meridià de Greenwich i dirigint-se cap a l'est, el paral·lel 23º passa per:
| Coordenades                               | País, territori o mar        | Notes                                                                                       |
| ----------------------------------------- | ---------------------------- | ------------------------------------------------------------------------------------------- |
| 23° 0′ N, 0° 0′ E / 23.000°N,0.000°E      | Algèria                      |                                                                                             |
| 23° 0′ N, 11° 3′ E / 23.000°N,11.050°E    | Níger                        |                                                                                             |
| 23° 0′ N, 13° 46′ E / 23.000°N,13.767°E   | Líbia                        |                                                                                             |
| 23° 0′ N, 15° 0′ E / 23.000°N,15.000°E    | Txad                         |                                                                                             |
| 23° 0′ N, 16° 58′ E / 23.000°N,16.967°E   | Líbia                        |                                                                                             |
| 23° 0′ N, 25° 0′ E / 23.000°N,25.000°E    | Egipte                       |                                                                                             |
| 23° 0′ N, 35° 27′ E / 23.000°N,35.450°E   | Triangle d'Halaib            | Reclamat per Egipte i Sudan - Egipte controla el territori                                  |
| 23° 0′ N, 35° 40′ E / 23.000°N,35.667°E   | Mar Roig                     |                                                                                             |
| 23° 0′ N, 38° 48′ E / 23.000°N,38.800°E   | Aràbia Saudita               |                                                                                             |
| 23° 0′ N, 52° 32′ E / 23.000°N,52.533°E   | Emirats Àrabs Units          | Emirat d'Abu Dhabi                                                                          |
| 23° 0′ N, 55° 13′ E / 23.000°N,55.217°E   | Oman                         |                                                                                             |
| 23° 0′ N, 59° 7′ E / 23.000°N,59.117°E    | Oceà Índic                   | Mar d'Aràbia                                                                                |
| 23° 0′ N, 68° 54′ E / 23.000°N,68.900°E   | Índia                        | Gujarat Madhya Pradesh Chhattisgarh Jharkhand Bengala Occidental                            |
| 23° 0′ N, 88° 52′ E / 23.000°N,88.867°E   | Bangladesh                   |                                                                                             |
| 23° 0′ N, 91° 32′ E / 23.000°N,91.533°E   | Índia                        | Tripura - per uns 20 km                                                                     |
| 23° 0′ N, 91° 43′ E / 23.000°N,91.717°E   | Bangladesh                   |                                                                                             |
| 23° 0′ N, 92° 23′ E / 23.000°N,92.383°E   | Índia                        | Mizoram                                                                                     |
| 23° 0′ N, 93° 8′ E / 23.000°N,93.133°E    | Myanmar (Burma)              |                                                                                             |
| 23° 0′ N, 99° 31′ E / 23.000°N,99.517°E   | República Popular de la Xina | Yunnan                                                                                      |
| 23° 0′ N, 104° 50′ E / 23.000°N,104.833°E | Vietnam                      |                                                                                             |
| 23° 0′ N, 105° 48′ E / 23.000°N,105.800°E | República Popular de la Xina | Guangxi Guangdong — passa just al sud de Guangzhou                                          |
| 23° 0′ N, 116° 31′ E / 23.000°N,116.517°E | Mar de la Xina Meridional    |                                                                                             |
| 23° 0′ N, 120° 7′ E / 23.000°N,120.117°E  | República de la Xina         | Taiwan (reclamat per República Popular de la Xina)                                          |
| 23° 0′ N, 121° 19′ E / 23.000°N,121.317°E | Oceà Pacífic                 | passa just al sud de l'illa de Nihoa, Hawaii, Estats Units                                  |
| 23° 0′ N, 110° 5′ O / 23.000°N,110.083°O  | Mèxic                        | Península de Baixa Califòrnia                                                               |
| 23° 0′ N, 109° 42′ O / 23.000°N,109.700°O | Golf de Califòrnia           |                                                                                             |
| 23° 0′ N, 106° 11′ O / 23.000°N,106.183°O | Mèxic                        |                                                                                             |
| 23° 0′ N, 97° 46′ O / 23.000°N,97.767°O   | Golf de Mèxic                |                                                                                             |
| 23° 0′ N, 83° 13′ O / 23.000°N,83.217°O   | Cuba                         | passa just al sud de l'Havana                                                               |
| 23° 0′ N, 79° 59′ O / 23.000°N,79.983°O   | Oceà Atlàntic                |                                                                                             |
| 23° 0′ N, 74° 55′ O / 23.000°N,74.917°O   | Bahames                      | Long Island                                                                                 |
| 23° 0′ N, 74° 51′ O / 23.000°N,74.850°O   | Oceà Atlàntic                | Passa just al nord de l'illa de Crooked, Bahames · passa just al sud de Cai Samana, Bahames |
| 23° 0′ N, 16° 8′ O / 23.000°N,16.133°O    | Sàhara Occidental            | Reclamat per Marroc                                                                         |
| 23° 0′ N, 13° 5′ O / 23.000°N,13.083°O    | Mauritània                   |                                                                                             |
| 23° 0′ N, 6° 20′ O / 23.000°N,6.333°O     | Mali                         |                                                                                             |
| 23° 0′ N, 1° 40′ O / 23.000°N,1.667°O     | Algèria                      |                                                                                             |